# Ловкий (корвет, 1789)
«Ловкий» (до 1797 года «Ловкая») — 12-пушечная кайка, а затем корвет Балтийского флота России.

## Описание судна
Парусный корвет, переделанный из парусно-гребной кайки. Длина судна составляла 23,2 метра, ширина — 6,3 метра, а осадка — 1,9 метра. Вооружение судна состояло из 12-ти орудий, до переоборудования в корвет кайка была оснащена 10-ю банками.

## История службы
Кайка «Ловкая» была спущена на воду на Галерной верфи в Санкт-Петербурге в 1789 году, вошла в состав Балтийского флота России
Принимала участие в русско-шведской войне 1788—1790 годов, в том числе в Первом Роченсальмском сражении, состоявшемся 13 и 14 августа 1789 года.
В 1797 году кайка была переоборудована в корвет, который вошёл в состав Балтийского флота под именем «Ловкий» и находился при гребном флоте.
С 1798 по 1812 год корвет занимал брандвахтенные посты в Роченсальме и Фридрихсгаме, пока не был разобран в 1812 году в Роченсальме.

## Командиры корвета
Сведений о командирах кайки не сохранилось, командирами корвета в разное время служили:
- Я. П. Чаплин (1798 год).
- С. М. Китаев (1799 год).
- П. А. Болотников (1801, 1802 и 1808 годы).
- С. А. Николаев (1803 год).
- И. К. Головачев 4-й (1804 год).
- Е. С. Сысоев (1805 год).
- В. В. Карпов (1809–1810 годы).
- Н. А. Шамардин (1811 год).